# Saint-André-de-Roquelongue
Saint-André-de-Roquelongue är en kommun i departementet Aude i regionen Occitanien  i södra Frankrike. Kommunen ligger  i kantonen Lézignan-Corbières som ligger i arrondissementet Narbonne. År 2022 hade Saint-André-de-Roquelongue 1 400 invånare.

## Befolkningsutveckling
Antalet invånare i kommunen Saint-André-de-Roquelongue
Referens: INSEE